# Liste der reichsten Australier
Die reichsten Australier sind nach Angaben des US-amerikanischen Magazins Forbes folgende Personen. Rupert Murdoch wird als US-Amerikaner gelistet und würde sonst mit US$ 17,1 Milliarden den dritten Platz in dieser Liste vertreten.
Stand: April 2022
| #  | Name                      | Vermögen            | Herkunft des Vermögens |
| -- | ------------------------- | ------------------- | ---------------------- |
| 1  | Gina Rinehart             | US$ 30,2 Milliarden | Bergbau                |
| 2  | Andrew Forrest            | US$ 17,8 Milliarden | Bergbau                |
| 3  | Mike Cannon-Brookes       | US$ 15,3 Milliarden | Software               |
| 4  | Scott Farquhar            | US$ 15,1 Milliarden | Software               |
| 5  | Harry Triguboff           | US$ 12,8 Milliarden | Immobilien             |
| 6  | Anthony Pratt             | US$ 11,4 Milliarden | Industrie              |
| 7  | Frank Lowy                | US$ 6,8 Milliarden  | Einkaufszentren        |
| 8  | Cliff Obrecht             | US$ 6,5 Milliarden  | Software               |
| 9  | Melanie Perkins           | US$ 6,5 Milliarden  | Software               |
| 10 | John, Alan & Bruce Wilson | US$ 6,0 Milliarden  | Einzelhandel           |
| 11 | Richard White             | US$ 4,6 Milliarden  | Software               |
| 12 | Kerry Stokes              | US$ 4,2 Milliarden  | Baumaschinen, Medien   |
| 13 | James Packer              | US$ 3,8 Milliarden  | Casinos                |
| 14 | Fiona Geminder            | US$ 3,5 Milliarden  | Industrie              |
| 15 | John Gandel               | US$ 3,5 Milliarden  | Einzelhandel           |